# Leucania atritorna
Leucania atritorna är en fjärilsart som beskrevs av George Francis Hampson 1911. Leucania atritorna ingår i släktet Leucania och familjen nattflyn. Inga underarter finns listade i Catalogue of Life.